# クノイチノイチ!
『クノイチノイチ!』は、金沢真之介による日本の漫画。シンマンGP2016受賞作。『週刊ヤングジャンプ』（集英社）にて、2016年43号より2017年45号まで第1部が連載され、第2部『クノイチノイチ!ノ弐』が2018年10号から2019年9号まで連載後、「となりのヤングジャンプ」に移籍して2019年3月3日から4月7日まで連載された。

## ストーリー

### 第1部
修学旅行先の忍者屋敷を訪れた高校生のイチは、施設の見学中に不思議なからくりに巻き込まれ、伊賀甲賀が勢力を争う忍者の世界にタイムスリップしてしまう。現代へと帰る手段を探すイチは、手がかりを求めて忍者の教育施設「紅学園」に単身潜入を試みる。しかし、そこは“男子禁制のくノ一学園”だった。

## 登場人物

### 主要人物
久野 一（くの いち） / イチ
仏宇野高校2-1所属の男子高校生。女顔や小柄な体型を持つが故に女性的な少年。 身長は5尺1寸（約154センチメートル）。引っ込み思案な性格であるが、時として積極的な行動を起こす。よくダーツに連れて行かれていたことから手裏剣術、ドジっ子でしばしば怪我をすることから手当てを得意としている。
あやめ
ドジっ娘であるが真面目で勤勉な性格。巨乳。身長は5尺4寸（約165センチメートル）。好物はみたらし団子。実家は仕立て屋。
2部ではイチのいる世界にタイムスリップしてきた。忍衣を纏った際の忍闘力は肆の中。
渚（なぎさ）
努力家で負けず嫌いな性格であるが少々不器用。貧乳。身長は5尺1寸。体術は得意。好物は煮干し。弟妹想い。
2部では同じく現代に来るが、紆余曲折を経てメイドカフェ「へる☆にあ」でバイトする。鈴木渚を名乗り仏宇野高に編入する。
江梨奈（えりな）
身長は5尺3寸（約161cm）。実家は裕福。意外と怖がり。上忍である姉に憧れを持っている。
2部ではミオから2つの玉の捜索の命を受けた後、タイムスリップした。体内に玉が入ってしまう。
美月
事細かに調べる性格。巨乳。仲間を救出するため紅学園に潜入した。幻術が得意。
小咲
色仕掛けが得意。緊縛するのもされるのも好きという嗜好を持つ。
元はお館様がイチを捕獲するために雇ったくノ一の1人であったが、捕獲に失敗しお館様に見限られる。イチを連れて帰りまた雇ってもらうため一人となったイチに色仕掛けをしかけ落とそうとするが失敗、逆にイチの誠実さに惹かれ仲間になる。
2部では現在にタイムスリップして以降、クノイチアイドルとなり人気。

### 紅学園
ミオ
紅学園生活指導担当教師。上忍。髪をお団子結びに結っている。イチを最初から男と見抜いていたり、学園に侵入したお館様と互角以上に戦う。子供の頃から、遠くからの気配を感じるなど、ただ者ではなかった。
2部ではイチから巻物を回収するため現代にタイムスリップし、忍法帖を復元した。
こころ
医務を担当。その後、お館様・紫苑に捕縛され媚薬を飲まされ辱めを受けていた。お館様が学園に現れた際は当初は彼女の姿に変装していた。
ネル
牢屋番。学園に侵入したお館様と戦うがボロボロにされる。
ミダラ
牢屋番。学園に侵入したお館様を迎撃するが倒される。
カゲリ
校長。お館様と対峙した後、イチに忍法帖を託した。ミオ曰くくノ一最強。

### その他
長老/お館様
甲賀の長老。タイムスリップしたイチに元の世界に戻るには紅学園にある甲賀忍法帖が必要と述べ、学園に潜入するよう導いた。
実際はイチと同様未来から来ており、当初はフードのような物を被っており顔を隠していた。忍法帖の忍術を使って未来を征服するため、イチの捕獲と紅学園に存在する忍法帖の奪取をくノ一四人衆に命じた。イチの捕獲の失敗の受けると自ら学園に出張りミオと交戦する。毒を用いミオを破り続いて現れたイチらを圧倒、校長に忍法帖を要求するが最後には敗北し地下牢に幽閉された。
色葉
お館様が雇ったくノ一四人衆の一人。右目の下に手裏剣の刺青がある。他の3人のまとめ役をしていた経験から相手の特性を見抜くのが得意。あやめや江莉奈ら4人に同時に幻術を掛けるなど実力は高い。
イチの後を追う渚と江莉奈の前に現れ翻弄するが、連携忍術で自身が緊縛させられ気絶、敗北した。
無夜来
お館様が雇ったくノ一四人衆の一人。刀を使う。あまり喋らず一匹狼であるが、声が可愛いのがコンプレックス。
厳格な武士の家で男として育てられたが根底では可愛いくノ一に憧れていた。イチの後を追う美月と対峙する。自慢の剣技で美月を苦しめるが、幻術によりメイド服や可愛い衣装を着せられ動揺、最後は胸を露わにされたショックで気絶し敗北した。
紫苑
お館様が雇ったくノ一四人衆の一人。正体はタイムスリップしたイチが初めて会った甲賀のくの一。当初はフードを被っており顔を隠していた。お館様に忍装束は機動性が大事・下着を付けてない方が強いと言われたためフードの下は全裸。
心酔しているお館様の目的のための任務を第一にしている。怒ると怖いようで任務を面倒と呟いた色葉が焦って訂正する程。式神使いで淫乱的な調教を施したナマコやヒトデを操る。お館様が敗北し幽閉された後、洗脳を解除される。

### 第2部
宮ノ内雪
イチと同じクラスの委員長。成績優秀であるがむっつりスケベ。
高橋理沙
イチと同じクラスの黒髪のギャル。
まほろば
イチの忍法帖を狙ってきた忍。忍闘力は壱の上。巨乳を祀る癖がある。体は13歳だが不老不死の呪いのため本当は約400歳。
八重
イチの忍法帖を狙って来た忍。見た目はギャル。忍闘力は弐の中。学年順位は1位。中学時代は眼鏡を掛け目立たない女子であった。男に暴行されそうになったところをまほろばに助けられている。
シキ
イチの忍法帖を狙って来た忍。忍闘力は弐の下。本名は四季撫子といい、肉体は女であるが精神は男というトランスジェンダー。中学2年のころに苛められていたがまほろばに助けられ、男の姿に変化できる髪留めの忍具を貰う。まほろばの役に立とうと、イチの前に現れ彼が男に戻れる手助けの助力を申し出る。
鬼龍院運子
仏宇野高校2年。風紀委員長。理事長の娘。学年順位は3位。
加丘武蔵
仏宇野高校2-2。
歩美
イチと同じクラスの女子。クリーニング店でバイトをしている。
恵露杉
小咲の案内した祠にいる。最終形態の忍闘力は漆の上。
久野九十九
イチの父。PNはロマンティック99と名乗っている。
久野すみれ
イチの母。20年程前タイムスリップしてくノ一として活動していた。そのころミオに体術を教えていた。
鬼龍院泰隆
運子の兄。メイドカフェの常連客。

## 書誌情報
- 金沢真之介 『クノイチノイチ!』 集英社〈ヤングジャンプ・コミックス〉、全5巻
  1. 2016年12月24日発行（12月19日発売[集 1]）、ISBN 978-4-08-890562-4
  2. 2017年3月22日発行（3月17日発売[集 2]）、ISBN 978-4-08-890606-5
  3. 2017年6月24日発行（6月19日発売[集 3]）、ISBN 978-4-08-890686-7
  4. 2017年9月24日発行（9月19日発売[集 4]）、ISBN 978-4-08-890742-0
  5. 2018年2月24日発行（2月19日発売[集 5]）、ISBN 978-4-08-890826-7
- 金沢真之介 『クノイチノイチ!ノ弐』 集英社〈ヤングジャンプ・コミックス〉、全5巻
  1. 2018年5月23日発行（5月18日発売[集 6]）、ISBN 978-4-08-891038-3
  2. 2018年8月22日発行（8月17日発売[集 7]）、ISBN 978-4-08-891086-4
  3. 2018年11月24日発行（11月19日発売[集 8]）、ISBN 978-4-08-891125-0
  4. 2019年2月24日発行（2月19日発売[集 9]）、ISBN 978-4-08-891211-0
  5. 2019年5月22日発行（5月17日発売[集 10]）、ISBN 978-4-08-891270-7